# دوغ روب
دوغ روب (بالإنجليزية: Doug Robb)‏ هو عازف قيثارة وموسيقي ومغني أمريكي، ولد في 2 يناير 1975 في أغورا هيلز في الولايات المتحدة.

## وصلات خارجية
- دوغ روب على موقع IMDb (الإنجليزية)
- دوغ روب على موقع ميوزك برينز (الإنجليزية)